# Filipe Silva Tavares Vieira
Filipe da Silva Tavares Vieira (sinh ngày 28 tháng 10 năm 1996 ở Santa Maria da Feira), hay Vieirinha, là một cầu thủ bóng đá người Bồ Đào Nha thi đấu ở vị trí tiền vệ tấn công for Salgueiros.